# Sleeping with Ghosts
Sleeping with Ghosts is het vierde studioalbum van de rockband Placebo. Het werd uitgebracht in 2003.

## Lijst van nummers
1. "Bulletproof Cupid" - 2:22
2. "English Summer Rain" - 4:01
3. "This Picture" - 3:34
4. "Sleeping with Ghosts" - 4:38
5. "The Bitter End" - 3:10
6. "Something Rotten" - 5:28
7. "Plasticine" - 3:26
8. "Special Needs" - 5:15
9. "I'll Be Yours" - 3:32
10. "Second Sight" - 2:49
11. "Protect Me from What I Want" - 3:15
12. "Centrefolds" - 5:02